# 城关镇 (文县)
城关镇，是中华人民共和国甘肃省陇南市文县下辖的一个乡镇级行政单位。

## 行政区划
城关镇下辖以下地区：
东坝社区、县城社区、所城北街社区、所城南街社区、后山村、刘二坝村、凡昌村、元茨头村、贾昌村、城关村、高崖村、滴水崖村、关家沟村、申家坡村、大渡坝村、鹄衣坝村、白衣坝村、西园村、刘家嘴村、干沟坪村和前山村。